# Addison Riecke
Addison Elizabeth Riecke (Los Angeles, 26 januari 2004) is een jeugdacteur uit de Verenigde Staten. Riecke werd bekend als de actrice van Nora Thunderman in de televisieserie The Thundermans.

## Filmografie

### Film
- 2017: The Beguiled, als Marie
- 2018: Banana Split, als Agnes
- 2019: Strong Independent Women, als Sophie
- 2021: Maddie, als Maddie
- 2023: The Man in the White Van, als Joanna
- 2024: The Thundermans Return, als Nora Thunderman

### Televisie
- 2013: How to Live with Your Parents (For the Rest of Your Life), als stoer meisje
- 2013-2018: The Thundermans, als Nora Thunderman
- 2014: The Haunted Hathaways, als Nora Thunderman
- 2015: Nickelodeon's Ho Ho Holiday Special, als sneeuwvlok
- 2018-2019: A Girl Named Jo, als Cathy Fitzroy